# کاتسوجی میازاکی
کاتسوجی میازاکی (به انگلیسی: Katsuji Miyazaki) (c. ۱۹۱۵ – ۱۸ مارس ۱۹۹۳) یک مهندس هوانوردی ژاپنی بود که در نزدیکی توکیو، ژاپن زندگی می‌کرد. او مدیر شرکت خانوادگی هواپیمای میازاکی بود در طول جنگ جهانی دوم، حرفه مهندسی خود را از هواپیما سازی به ساخت قطعات خودروی کار در شرکت Toyo Radiator Company, Limited منتقل کرد، که این شرکت اکنون با نام T.RAD شناخته می‌شود.

## خانواده
میازاکی و همسرش چهار فرزند داشتند، از جمله هایائو میازاکی، فیلم‌ساز و هنرمند انیمه.
بین سالهای ۱۹۴۷ و ۱۹۵۵ همسر وی در اثر بیماری سل نخاعی بستری بود. پس از همسرش، «دولا» میازاکی، در خانه بستری شد، او بهبود یافت و سپس تا ژوئیه ۱۹۸۳ زندگی کرد.